# The Enid
The Enid är en brittisk musikgrupp, som bildades 1975 av Robert John Godfrey, Stephen Stewart och Francis Lickerish. Gruppen har haft många olika sättningar under Godfreys ledning och har mest spelat symfonirock. 

## Diskografi
- In the Region of the Summer Stars (1976)
- Aerie Faerie Nonsense (1977)
- Touch Me (1979)
- Six Pieces (1979)
- Something Wicked This Way Comes (1983)
- The Stand - Members One Of Another (1984) - Endast släppt för medlemmar i fanklubben.
- Live at Hammersmith (Vol 1) (1984) Inspelad 1979.
- Live at Hammersmith (Vol 2) (1984) Inspelad 1979.
- Aerie Faerie Nonsense (1983) Återutgivning.
- In the Region of the Summer Stars 1984 (1984)
- The Spell (1985)
- Fand (1985)
- Salome (1986)
- Lovers And Fools (1986) Samlingsplatta.
- The Seed and the Sower (1988) Ursprungligen släppt som ett album av Godfrey och Stewart, men senare återutgivet under namnet The Enid.
- Final Noise (1988) (livealbum)
- Tripping the Light Fantastic (1994)
- Sundialer (1995)
- Anarchy on 45 (1996) Singelsamling.
- White Goddess (1997)
- Tears of the Sun (1999)